# Władysław Krzysztof Grabiński
Władysław Krzysztof Grabiński herbu Pomian ps. „Pilawa” (ur. 24 lutego 1925 w Walewicach, zm. 2 września 1944 w Warszawie) – ziemianin, starszy ułan podchorąży, uczestnik powstania warszawskiego.
Syn Stanisława Bohdana Grabińskiego i Jadwigi Marii Potockiej z Rymanowa Zdroju.
Podczas okupacji hitlerowskiej żołnierz Armii Krajowej. Uczestniczył w nauce na tajnych kompletach; w 1943 roku zdał tajnie maturę.
W powstaniu warszawskim walczył na Mokotowie jako żołnierz 1110 plutonu dywizjonu „Jeleń”. Zginął 2 września na Sadybie ratując rannego kolegę. Miał 19 lat.
Pośmiertnie został dwukrotnie odznaczony Krzyżem Walecznych. Pochowany na cmentarzu w Wilanowie w zbiorowej mogile z pomylonym imieniem (Włodzimierz) na tablicy nagrobnej.